# Leon Romero
Leon Constantine Romero (New York, 29 de dezembro de 1974) é um jogador de críquete americano, que chegou a 
fazer parte da Seleção de Críquete dos Estados Unidos (2004-2005).